# Café Novelty

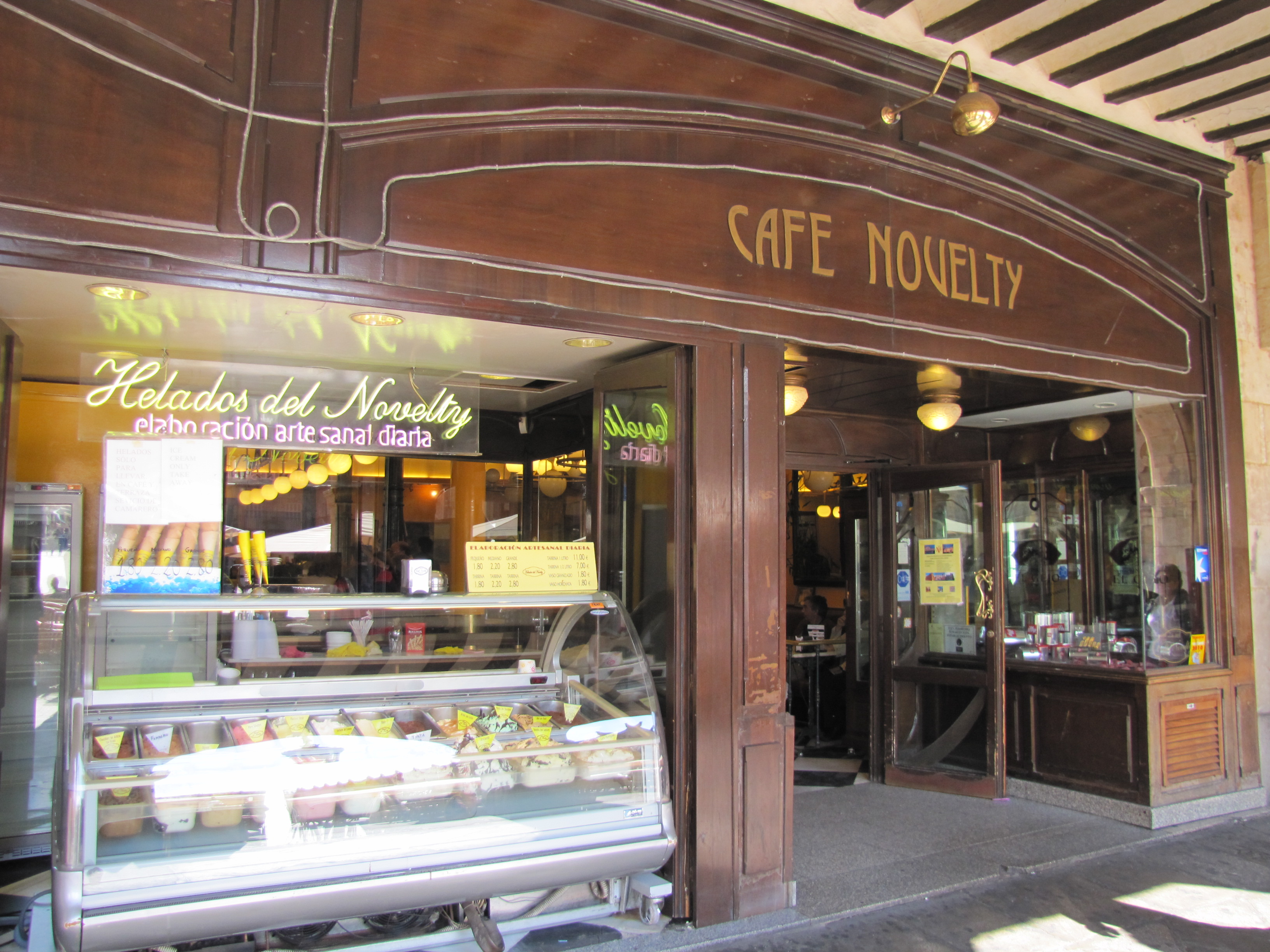
Entrada al Café Novelty en la plaza Mayor de Salamanca.

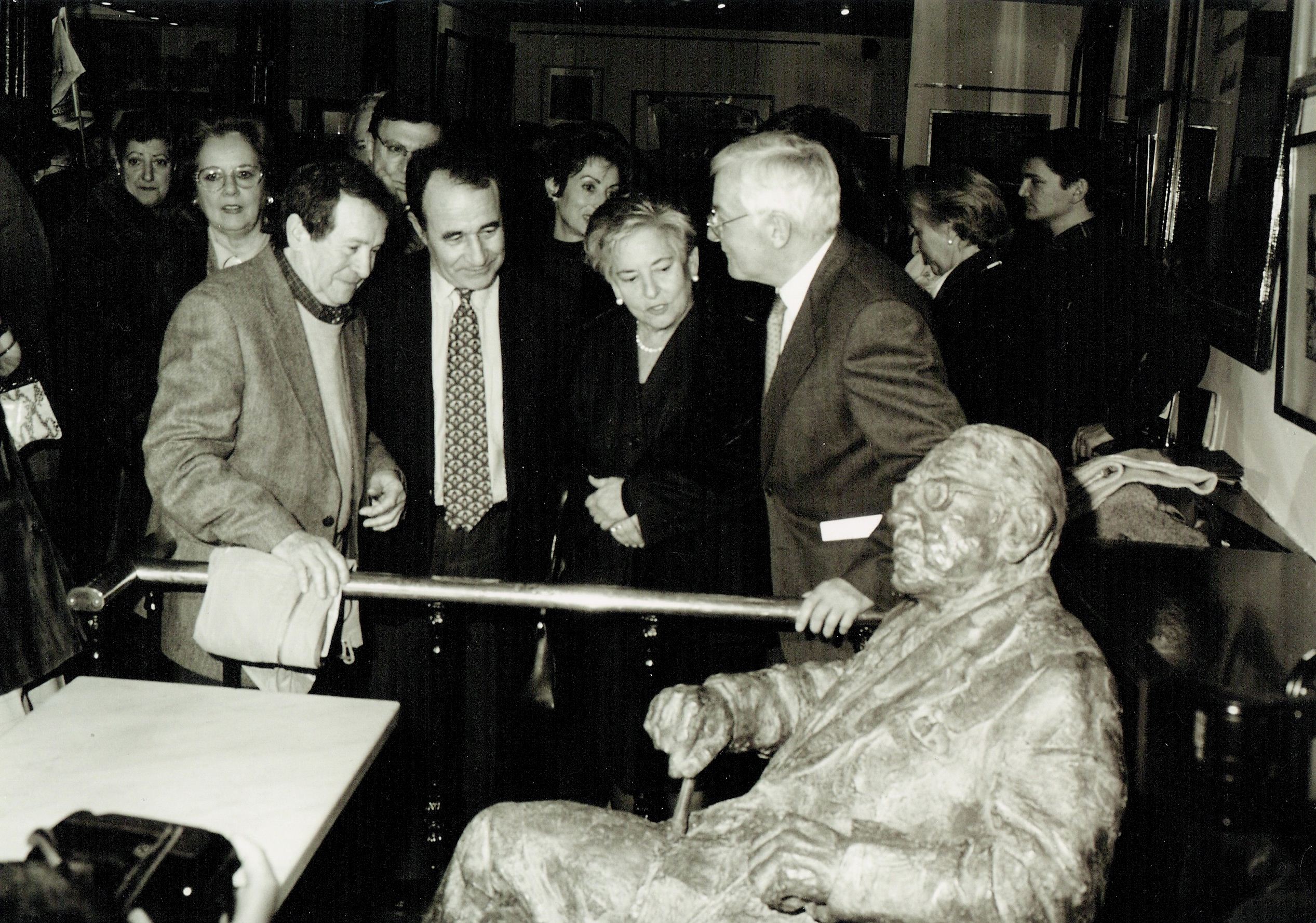
Presentación de la escultura en memoria de Torrente Ballester en el Café Novelty de Salamanca en el año 2000. De derecha a izquierda, el director de la RAE, Víctor García de la Concha, la viuda de Torrente, el escritor gallego Carlos Casares Mouriño y el escultor, Fernando Mayoral.

El Café Novelty es una famosa cafetería de Salamanca (España) con más de cien años de antigüedad, lo que la convierte en la más antigua de esta ciudad. Inaugurado en mayo de 1905, y situado en la plaza Mayor, sus primeros propietarios fueron los hermanos García, que lo dotaron con lujo y aire palaciego, como uno de los cafés mejor dotados de España. Inicialmente ocupaba una superficie 4 veces mayor que la actual y pronto se convirtió en el punto de encuentro de escritores, artistas y políticos, debido a su posición privilegiada en la ciudad.
Junto con el  Café Gijón y el Café de Fornos (actualmente desaparecido) de Madrid, es considerado una institución y entre sus asiduos más ilustres destacan: Miguel de Unamuno, que hizo del Café Novelty su tertulia diaria, Luis Maeso Elorrio, Ortega y Gasset, Antonio Tovar, Juan Benet, Pedro Laín Entralgo, Francisco Umbral, Carmen Martín Gaite, Torrente Ballester o Víctor García de la Concha. También era habitual ver a Agustín de Foxá, en cuyas mesas escribió su novela Madrid, de Corte a checa.
Es además conocido porque entre sus mesas se gestó y fundó la Unión Deportiva Salamanca en 1923 y Radio Nacional de España por Dionisio Ridruejo entre 1936 y 1937.
Además José Antonio Bonilla y Alberto Estella Goytre editaban y publicaban desde 1999, para el local, la revista Los papeles del Novelty. en la que llegaron a colaborar diferentes personalidades de la cultura salmantina.

## Historia del Café

### Inicios
Sus primeros propietarios fueron Vicente y Federico García Martín. Inicialmente ocupaba una superficie 4 veces mayor que la actual, con salón de billares, restaurante y glorieta de baile con claraboya de colores. Se entraba a los salones por una gran puerta giratoria, de latón dorado, le proporcionaron lujo y aire palaciego y lo dejaron como uno de los cafés mejor dotados de España. A la entrada a la derecha se sentaban en tertulia diaria, los de derechas, comerciantes, ganaderos e industriales, y a la izquierda se colocaban los profesionales liberales, médicos, abogados, catedráticos de universidad, etc.
En aquella época, todas la noches en el salón redondo con techo de cristal de colores, la claraboya como lo llamaban, tocaba una orquesta de músicos uniformados y tras las bodas de postín que se celebraran, se celebraba un baile rítmico y luminoso.
Fue en 1923, cuando entre sus mesas se gestó y firmó el acta de fundación la Unión Deportiva Salamanca.
Hasta la Guerra civil española tuvo una vida brillante y lujosa, tan lujosa que se dice que en un comedor privado cenó una noche de incógnito, el rey Alfonso XIII.[cita requerida]

### Guerra civil

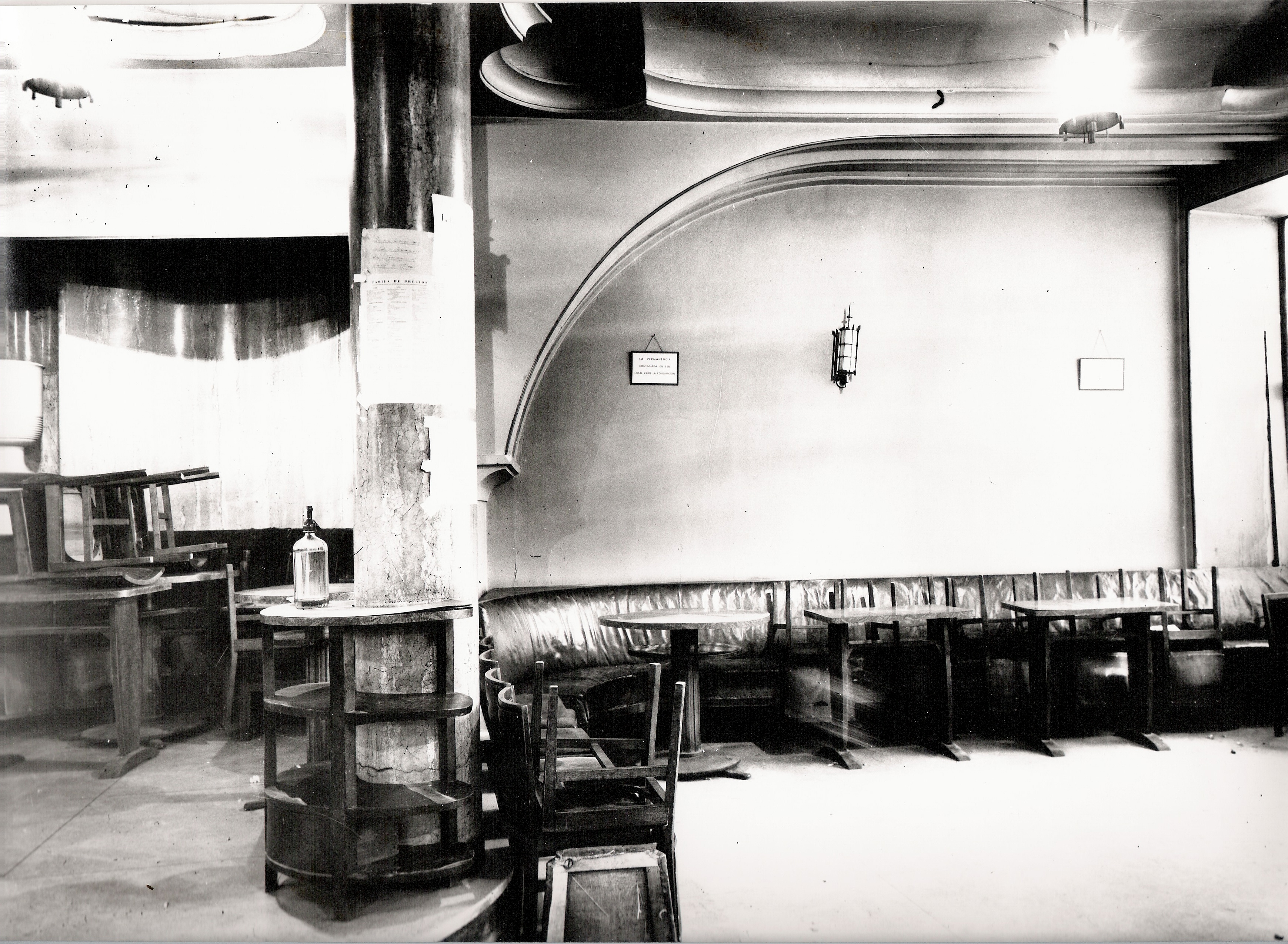
El Café durante los años 40.

Con la Guerra civil, España entera se ensombreció y la clientela del café se dividió, como todo el país. Algunos como José María Gil-Robles fueron al exilio, otros, como Miguel de Unamuno, que frecuentaba su terraza cada tarde se cobijó en su casa en la calle Bordadores y murió a los pocos meses.
Pero en general su clientela como la mayor parte de la ciudad se sumó al Bando sublevado, del general Franco, cuya retaguardia intelectual, cuando instaló durante algunos meses su gobierno en Salamanca hizo del Café su centro de publicidad y propaganda. Y desde entonces hasta 1964 le hicieron cambiar su nombre por el de Café Nacional. Además Laín Entralgo, Dionisio Ridruejo y Agustín de Foxá, entre otros, fundaron, en sus veladores,  Radio Nacional de España.

### Años 50 y 60

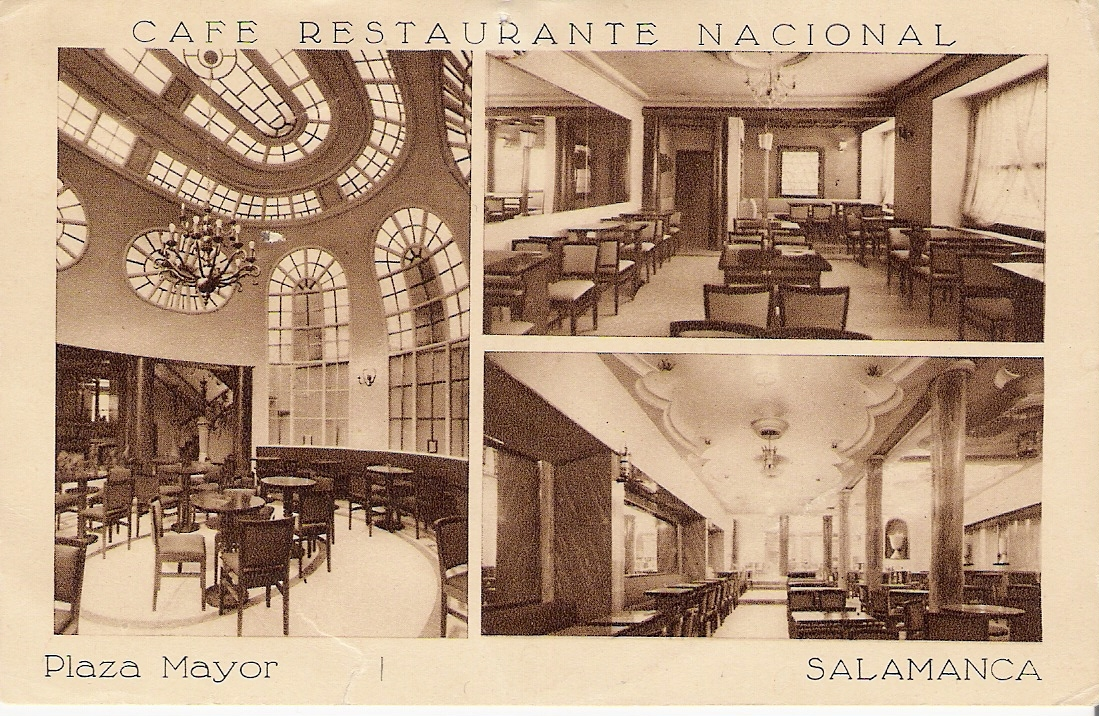
Una postal de 1945 del Café, con el nombre Café Restaurante Nacional.

Durante aquella época  de decadencia, en 1963 se cerró el restaurante y se clausuraron las bodegas con las fábricas de hielo y helados que le dieron fama. Durante unos años se renombró como Café Nacional-Novelty.
En 1964, el hijo de Agustín, Francisco, tomó la dirección del Café, lo renovó al gusto de la época y recuperó el nombre original, Café Novelty, que no ha vuelto a perder. El cambio tuvo un éxito inmediato y se puso de nueva actualidad.

### Años 70
A principios de los 70 es reformado de nuevo, al gusto de la época, con papel pintado y sofás rinconera en los frentes y en los escaparates. Por aquel entonces, principios de los años setenta se convirtió en un centro de conspiración política contra el agónico franquismo, y en sus apartados salones se celebraban reuniones donde se escribían manifiestos y hasta se guardaban multicopistas clandestinas de manivela manual. 
En 1978, el Ayuntamiento de Salamanca, que por aquel entonces era propietario de los locales, alegando necesidades de espacio, inició una expropiación forzosa de todo el local, y tras un pleito un día de abril de 1978, cerraron sus puertas y quedó clausurado en teoría para siempre.
Pero tras complejas negociaciones y quedarse el Ayuntamiento con las tres cuartas partes del local que incorporó a sus oficinas, abrió de nuevo sus puertas en 1979, redecorado por Salvador Yáñez.

### Años 80 a la actualidad

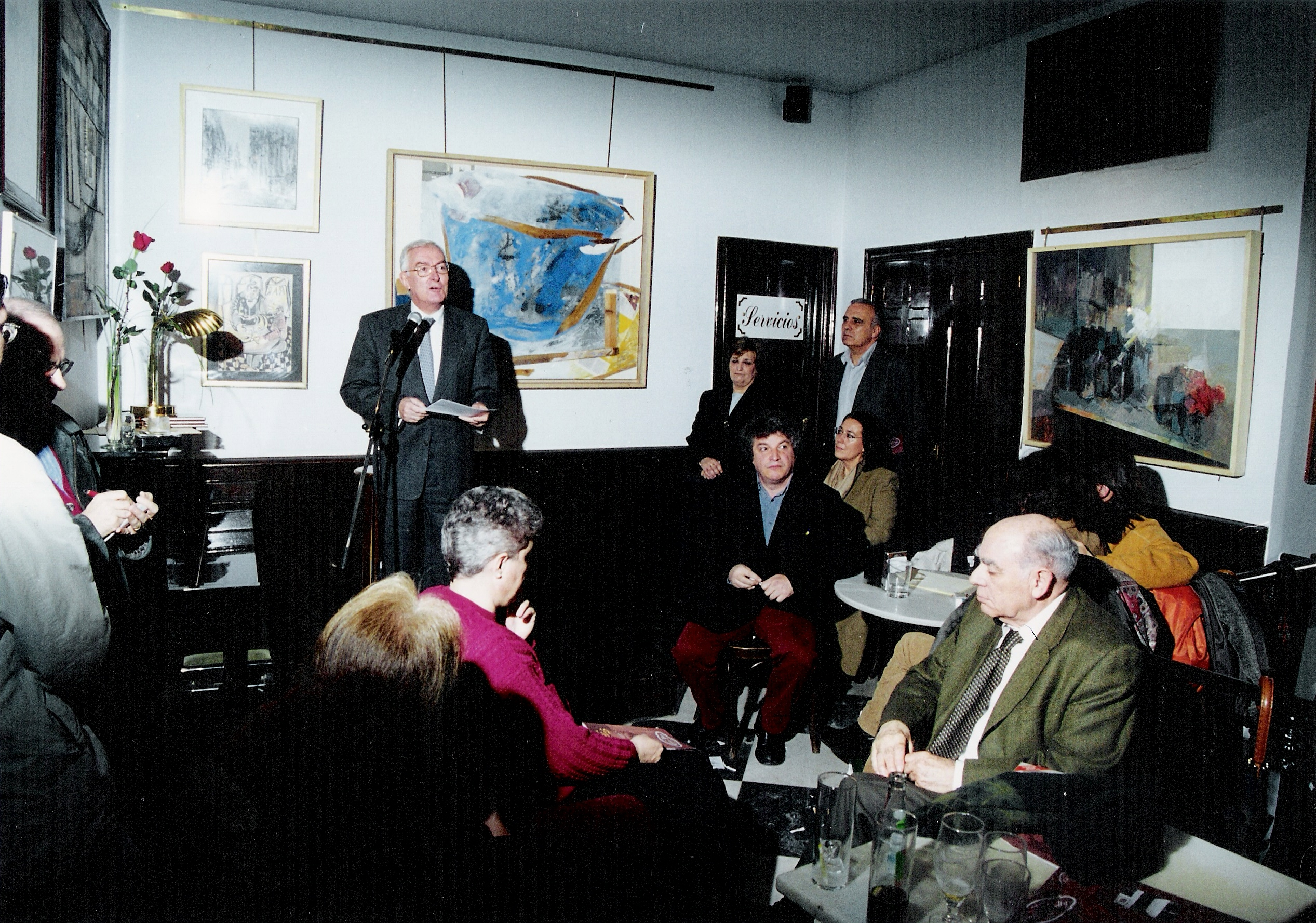
Víctor García de la Concha en una presentación en el Café Novelty de Salamanca en 1995, acompañado del escritor Manuel Fernández Álvarez y del poeta Paco Novelty.

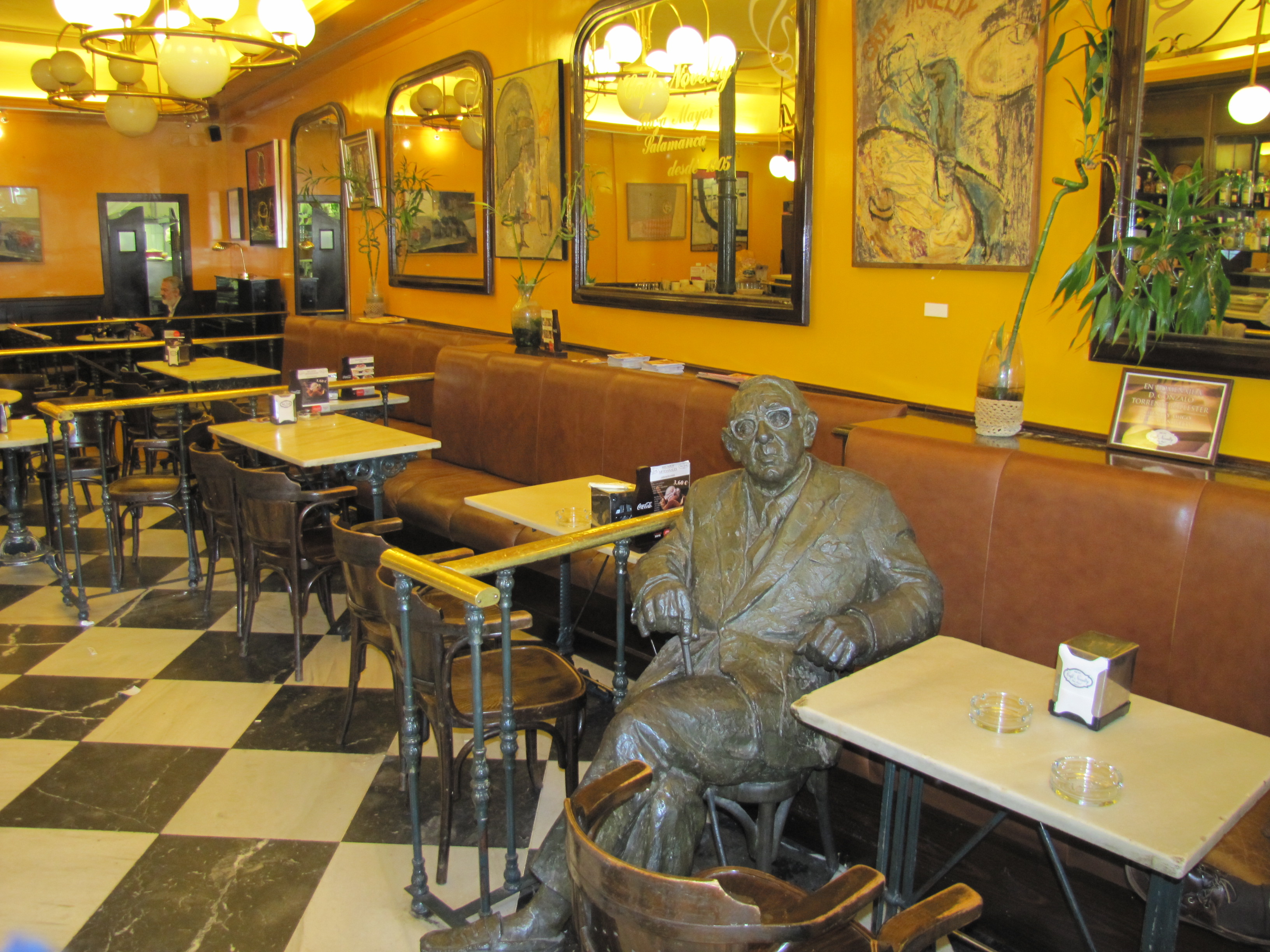
Estatua dedicada a Torrente Ballester, en el Café Novelty, obra del escultor Fernando Mayoral.

Desde los años 80, en paralelo a la Universidad de Salamanca y a la ciudad, ha recuperado su esplendor. Y probablemente, los 25 años que pasó Torrente Ballester en Salamanca, habitual del café, han devuelto al café a su posición natural en la vida cultural. Tal fue la huella que el escritor dejó en el café, que en el año 2000 se inauguró una estatua en su memoria, en su rincón favorito del establecimiento, obra de su amigo el escultor Fernando Mayoral.
En la actualidad, dada su privilegiada posición en la ciudad, sigue siendo lugar de encuentro de artistas, escritores, políticos y empresarios de la ciudad, entre los que destacan el catedrático de la universidad y director honorario de la Real Academia Española, Víctor García de la Concha, el escritor vasco Juan Manuel de Prada, el escritor mexicano Jorge Volpi o el artista Víctor Samarkanda, nexo de unión entre ellos el poeta Paco Novelty.

## Habituales y asistentes ilustres

### Escritores
- Ortega y Gasset, Miguel de Unamuno.
- Carmen Martín Gaite, habitual del café y que una noche la alargó para cantar su repertorio gallego.
- Los poetas Ángel González, Claudio Rodríguez y Antonio Colinas.
- Juan Marsé, Cabrera Infante, Torrente Ballester, Vargas Llosa, Francisco Umbral y Juan Benet.

### Artistas
- El escultor Fernando Mayoral.
- El diseñador gráfico José Ignacio Bermúdez Vázquez.
- El director de cine Alejandro Amenábar.

### Políticos
- En los años 50, se sirvió un banquete a Francisco Franco, cuando la Universidad de Salamanca le hizo doctor honoris causa.
- El presidente de los EE. UU., Jimmy Carter.
- El presidente de la República Francesa, François Mitterrand.
- Políticos españoles: durante la transición española, Santiago Carrillo, que fue a dar un mitin a la ciudad. José Luis Rodríguez Zapatero, Rodrigo Rato.
- El presidente de la Comisión Europea, Jacques Delors.

## Galería de fotos

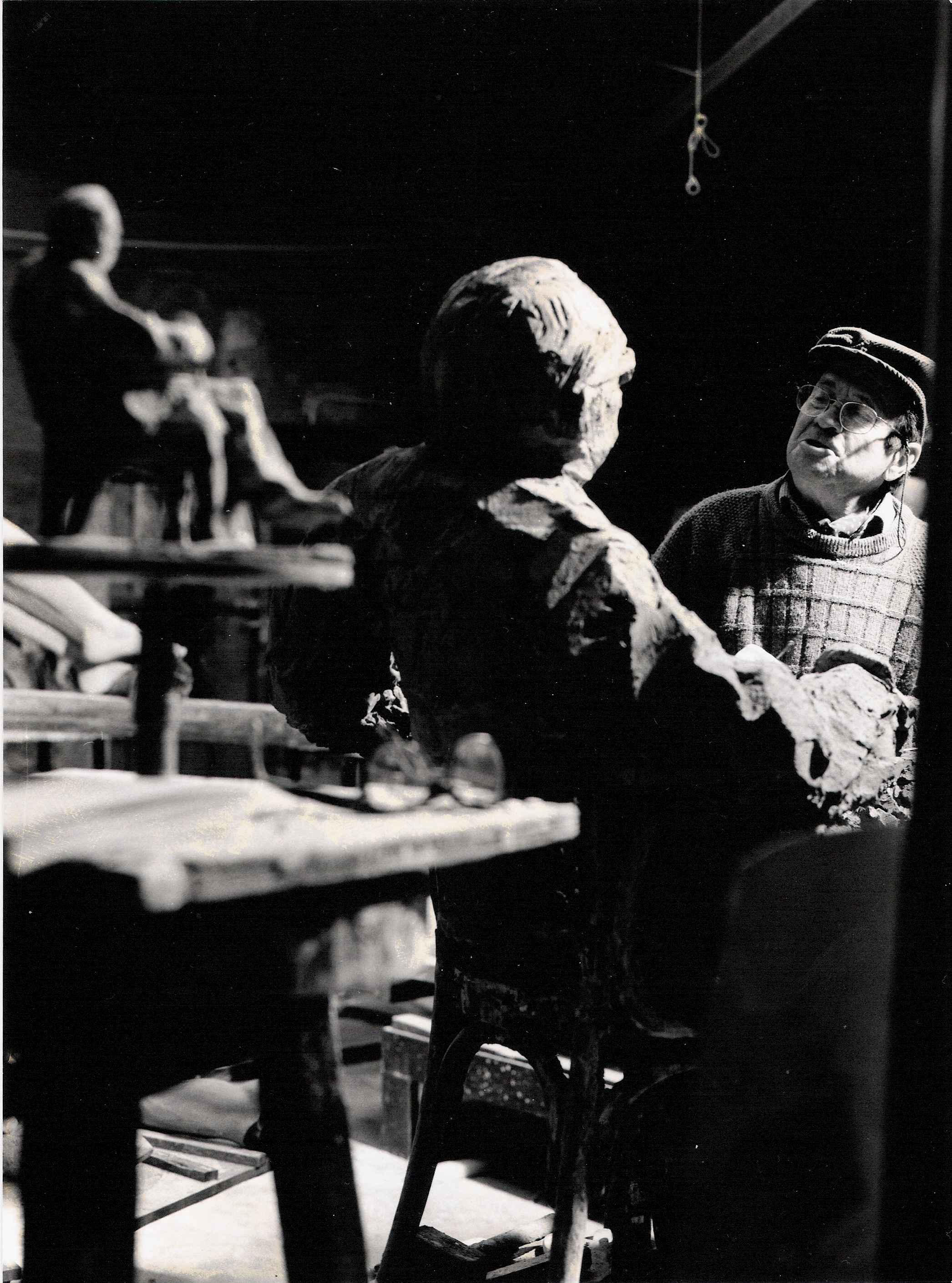
Fernando Mayoral con su escultura en memoria a Torrente Ballester.
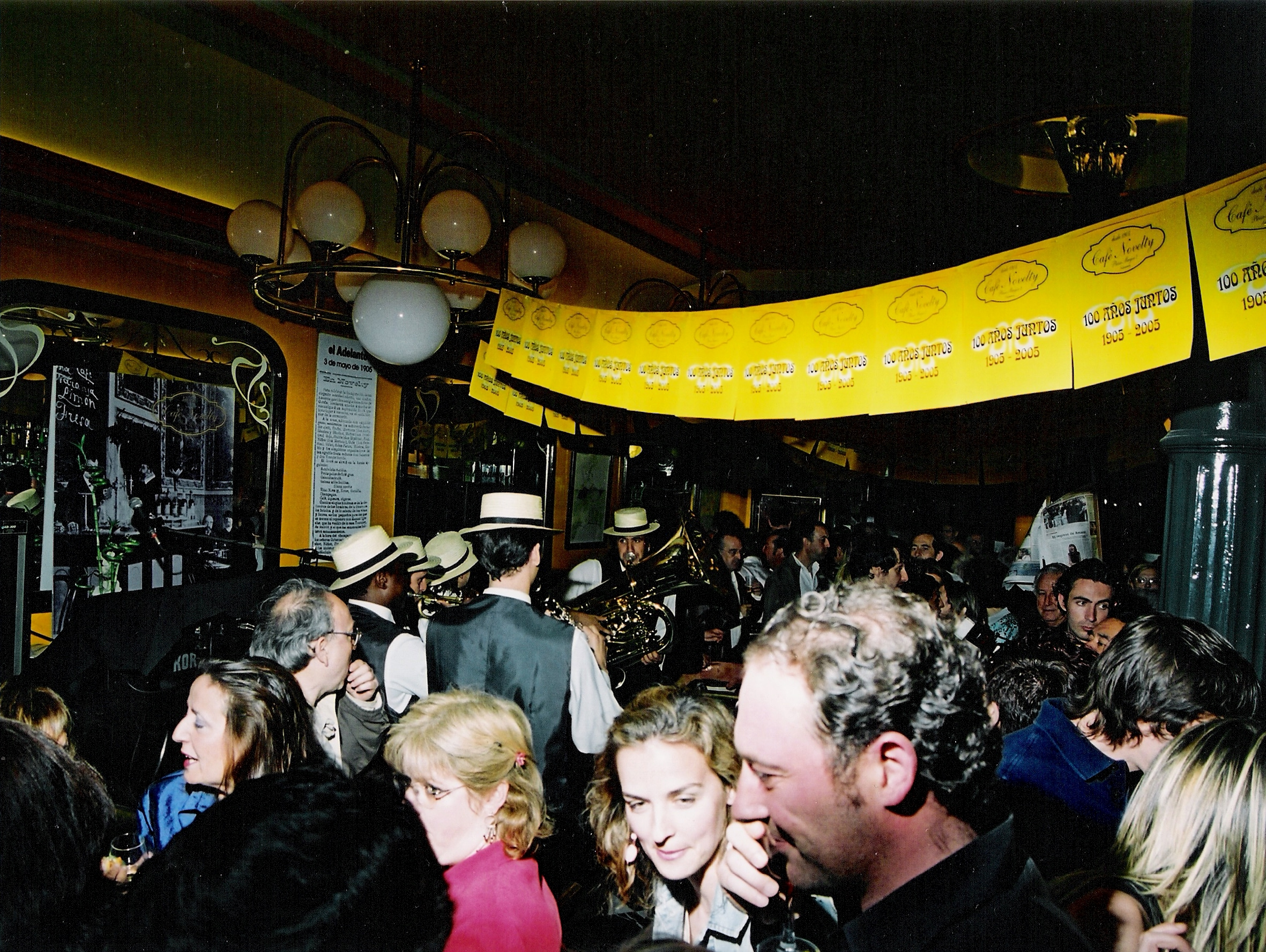
Fiesta del centenario del Café, en 2005.
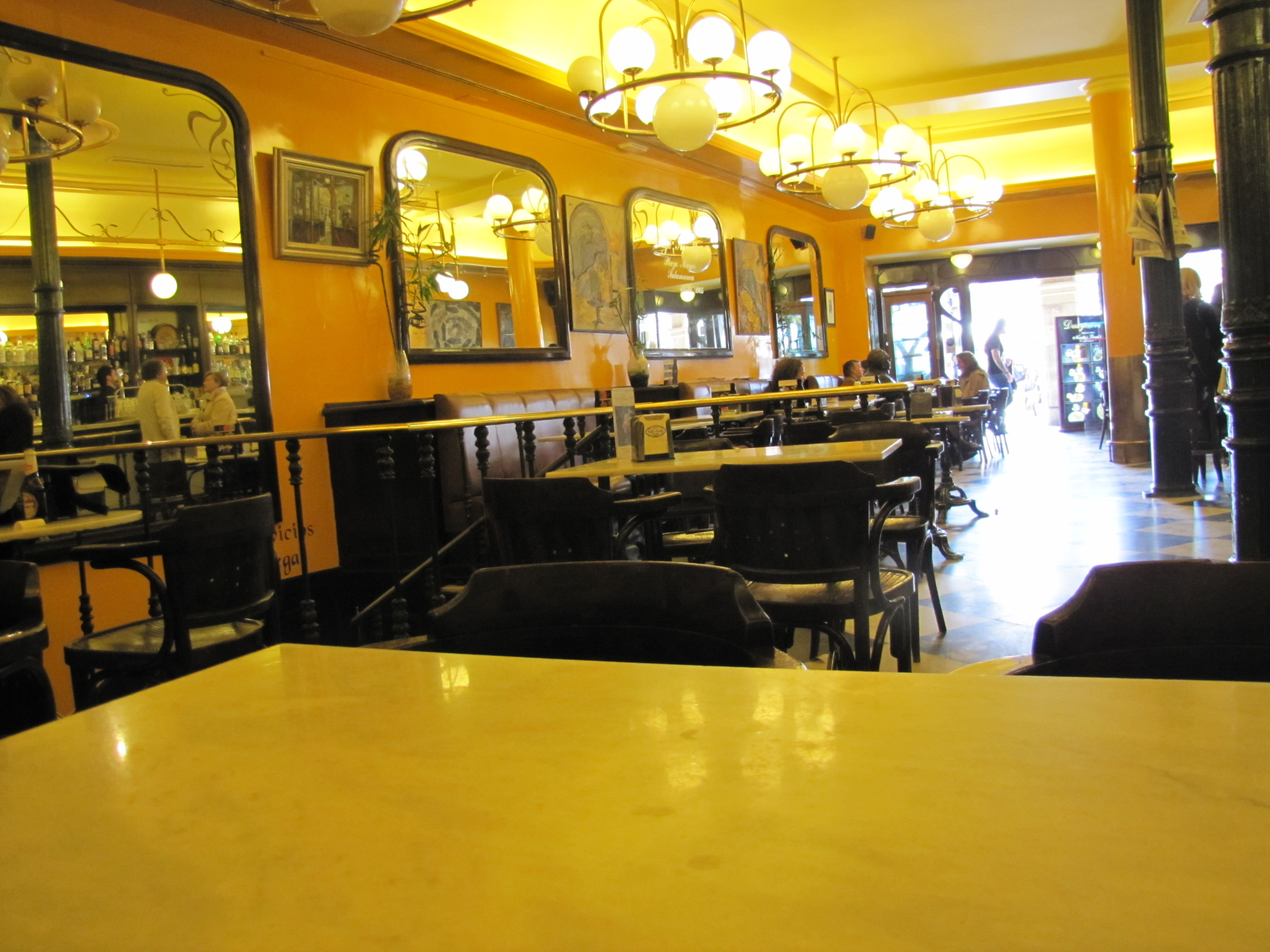
Vista desde una de las mesas del Café.
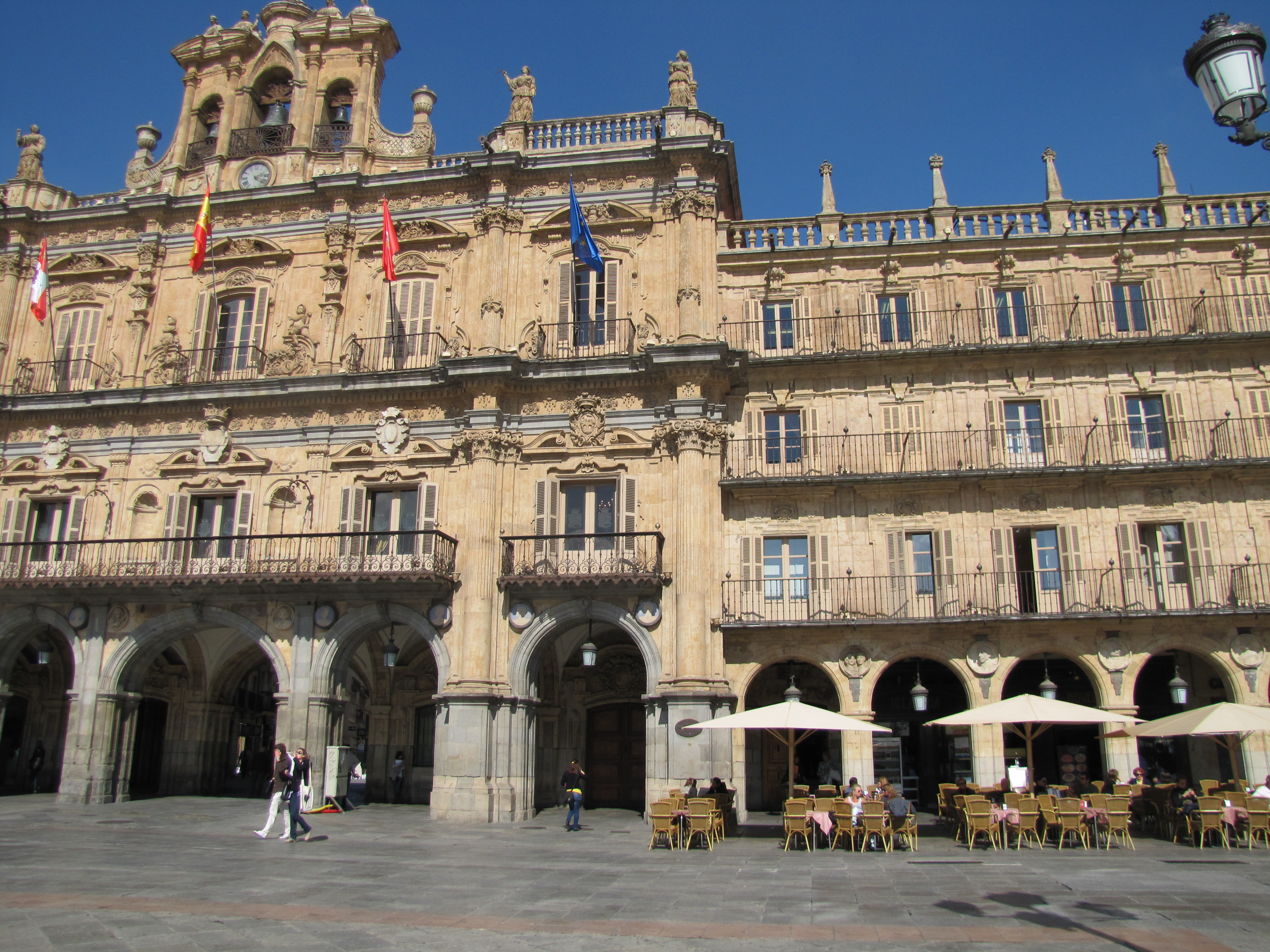
Ayuntamiento de Salamanca, en su plaza Mayor, junto a la terraza del Café Novelty.